# Swartsia grandiflora
Swartsia grandiflora là loài thực vật có hoa trong họ Cà. Loài này được (Sw.) J.F. Gmel. miêu tả khoa học đầu tiên năm 1791.